# Szlak Warty 783,0 km

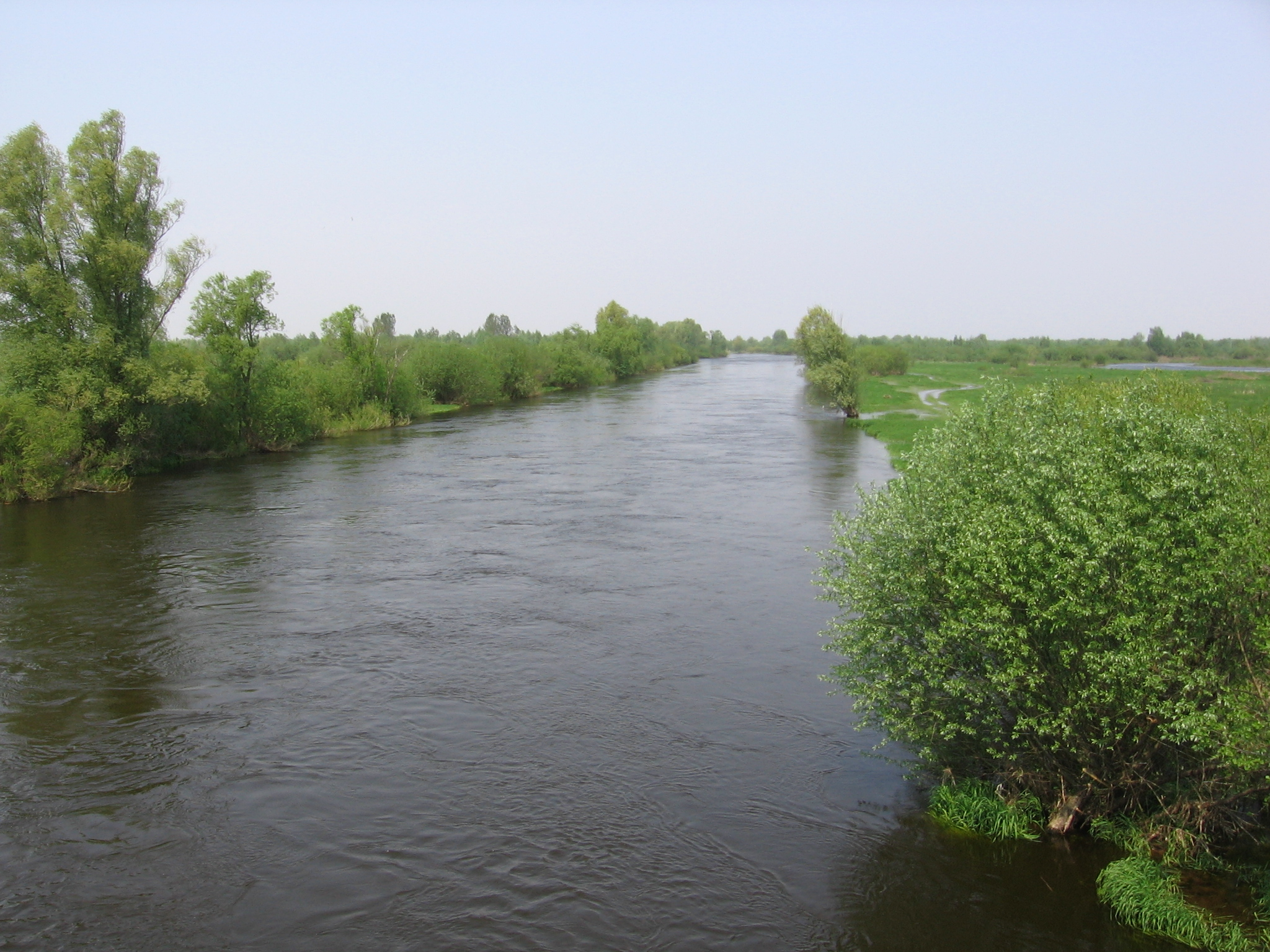
Szlak Warty w okolicy miasta Warta

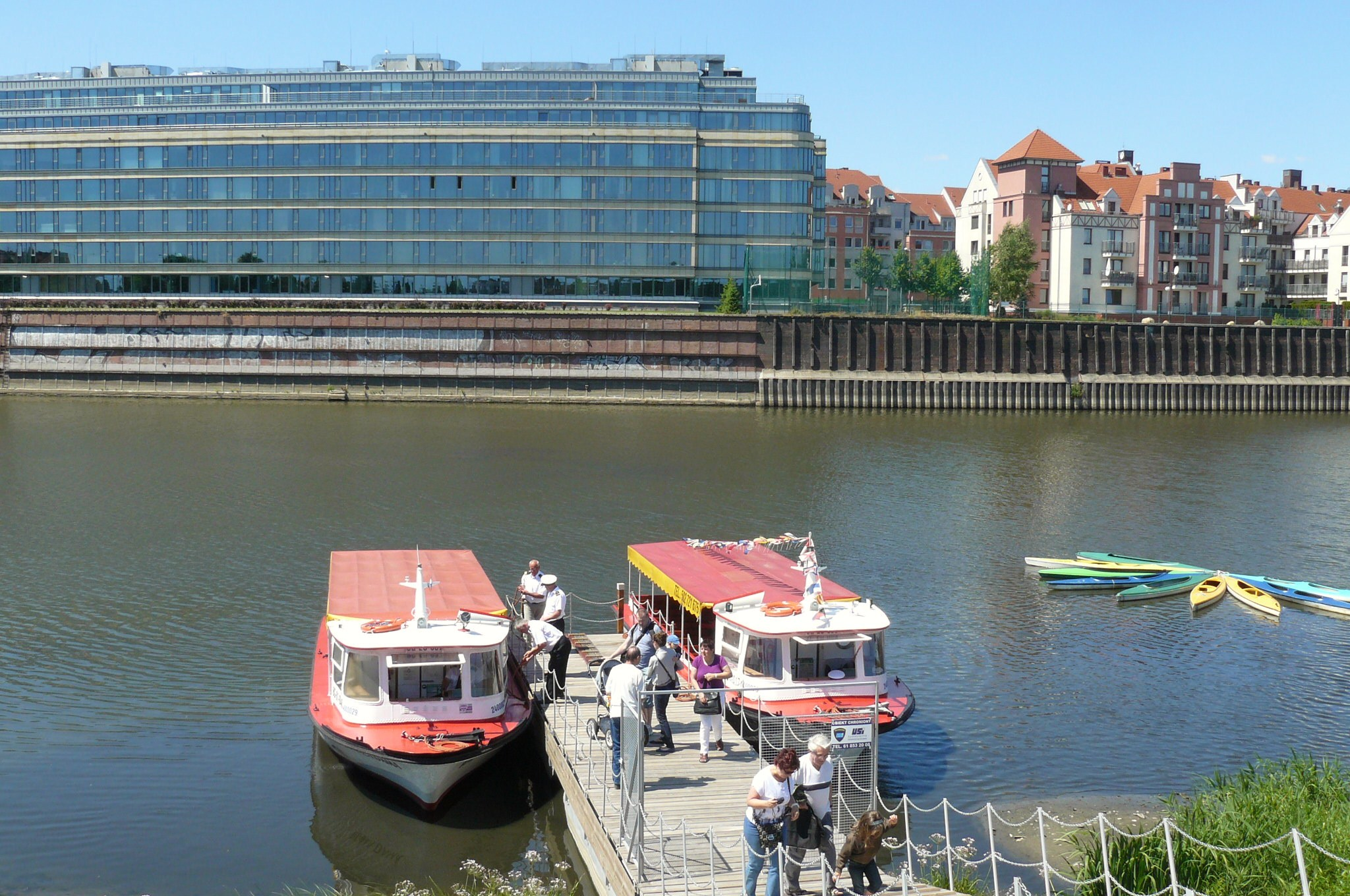
Warta w Poznaniu

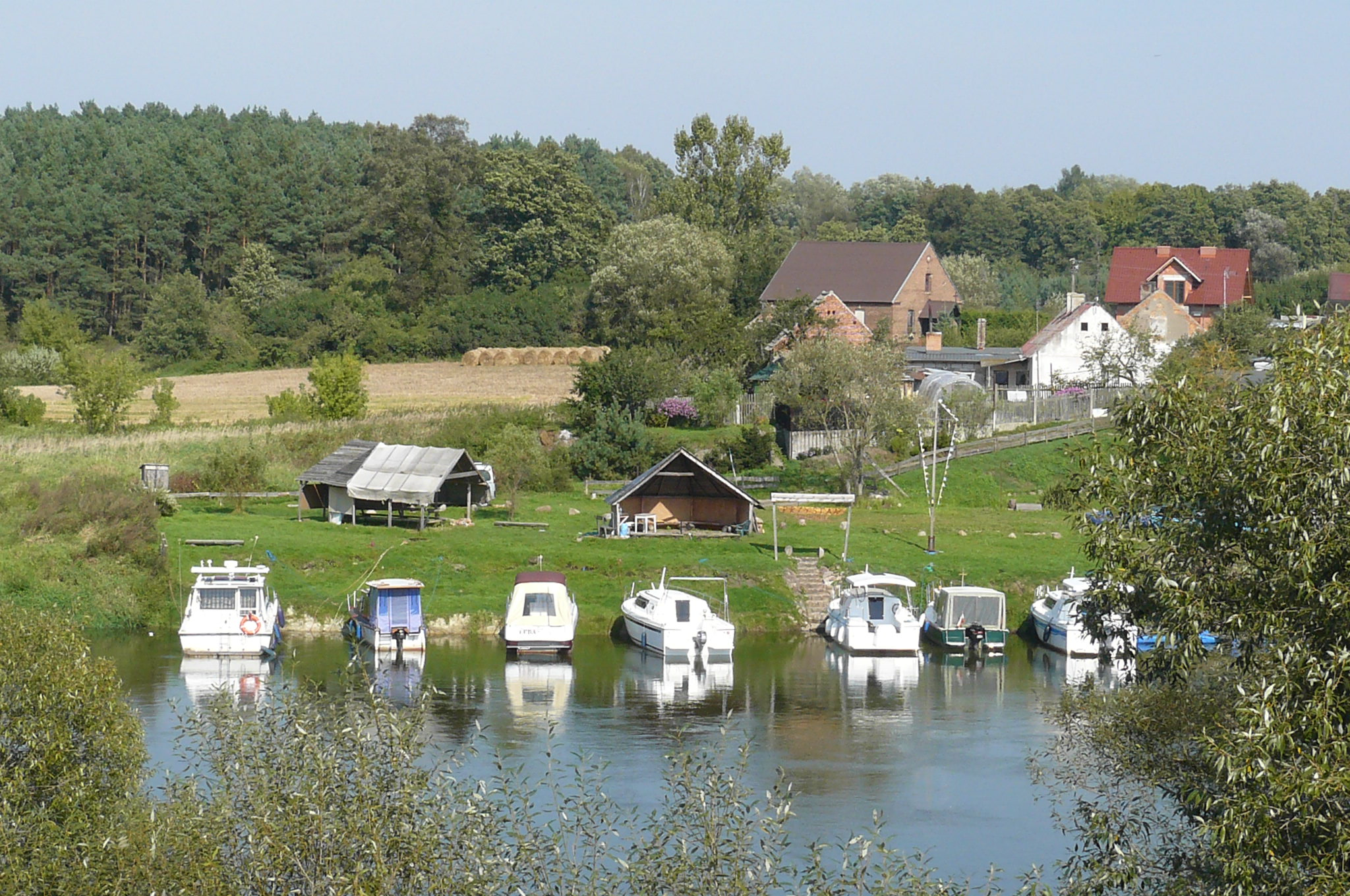
Marina w Stobnicy

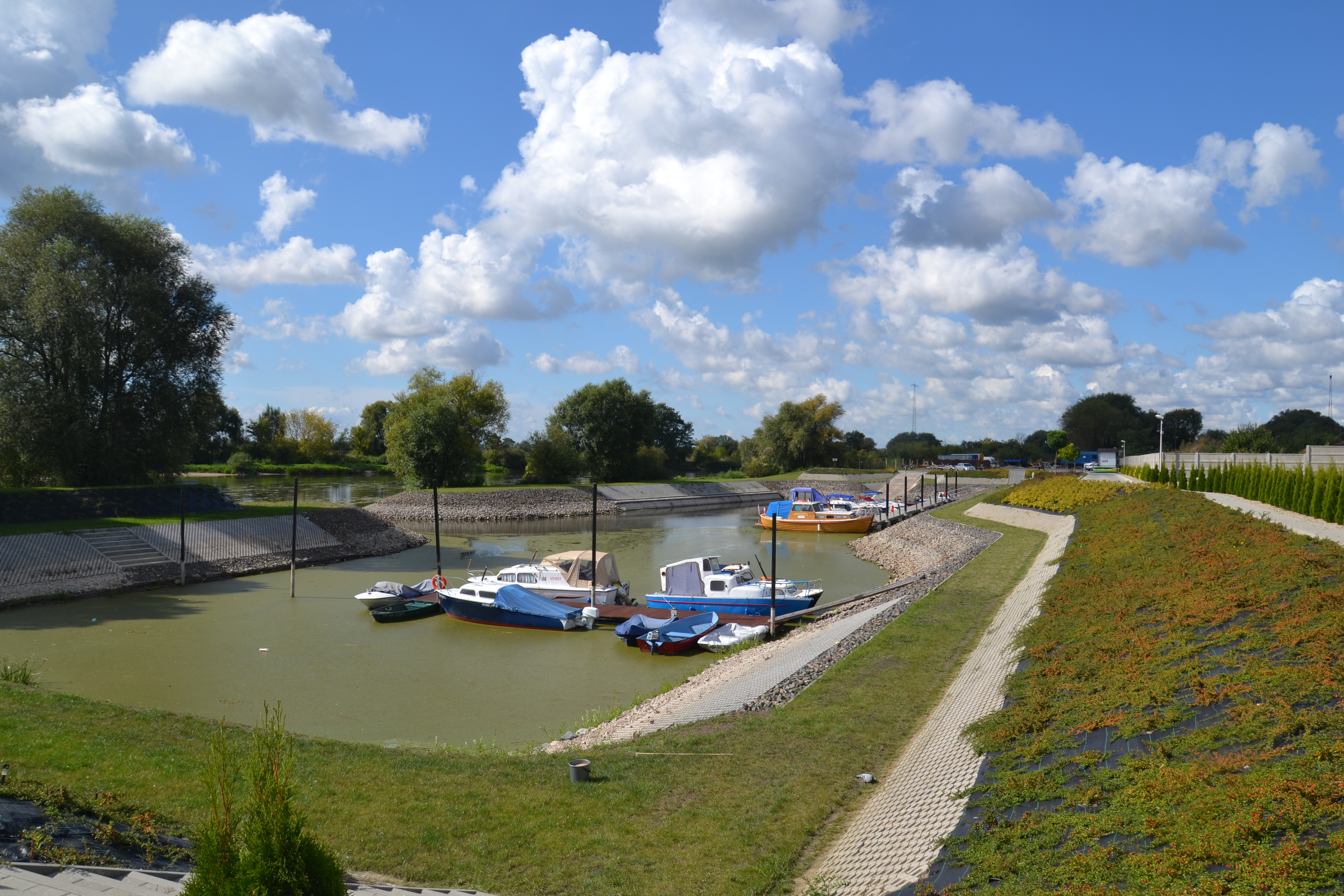
Marina w Gorzowie Wielkopolskim

Szlak Warty 783,0 km – odznaka turystyczno-krajoznawcza przyznawana przez Komisję Turystyki Żeglarskiej Zarządu Głównego Polskiego Towarzystwa Turystyczno-Krajoznawczego na podstawie przedstawionej przez wnioskującego kroniki-dzienniczka. 

## Cele
Odznaka została ustanowiona przez prezydium Zarządu Głównego PTTK uchwałą nr 112/XVIII/2016 z dnia 9 grudnia 2016 i przyjęta do rozpowszechniania przez Centrum Turystyki Wodnej PTTK. Celem odznaki jest popularyzowanie walorów turystyczno-krajoznawczych szlaku rzeki Warty i jej wpływu na rozwój gospodarczy miast leżących nad brzegami, poznawanie pomników przyrody oraz obiektów kultury materialnej na szlaku, promowanie turystyki wodnej (wioślarstwa, kajakarstwa, motorowodniactwa i żeglarstwa), a także popularyzowanie inicjatyw wzbogacających ofertę turystyczną oraz infrastrukturę nadbrzeżną (mariny, przystanie, pomosty) na całym szlaku rzeki Warty.

## Stopnie
Odznaka ma dwa stopnie przyznawane niezależnie od siebie oraz stopień trzeci, szczególny:
- złota (przyznawana turystom, którzy na jachcie żaglowym, motorowym, kajaku, tratwie, łodzi wiosłowej, albo innym sprzęcie pływającym przepłynęli szlak Warty w czasie jednej imprezy w danym roku),
- srebrna (przyznawana turystom, którzy dokonali powyższego wyczynu w odcinkach rozłożonych na kilka sezonów turystycznych),
- honorowa (przyznawana dla osób fizycznych i prawnych, organizacji pozarządowych, podmiotów samorządowych oraz związków gmin, które w swoim działaniu popularyzują walory krajoznawcze oraz wykorzystanie jezior oraz rzek i przyczyniają się do ich turystycznego zagospodarowania)[1].

Złotą i srebrną odznakę zdobywa uczestnik rejsu po przedstawieniu kroniki (dzienniczka) udokumentowanej zdjęciami i pieczątkami miejscowymi (np. zwiedzanych obiektów), według wykazu załączonego do regulaminu odznaki. W przypadku rejsu zorganizowanego komandor rejsu potwierdza przebytą trasę. Przykładowe zestawienie miejsc zawarte w regulaminie:

- Zawiercie
- Myszków
- Poraj
- Częstochowa
- Mstów
- Zawada
- Ważne Młyny
- Działoszyn
- Osjaków
- Sieradz
- Warta (miasto)
- Uniejów
- Koło
- Konin
- Ląd
- Pyzdry
- Nowe Miasto nad Wartą
- Śrem
- Jaszkowo
- Rogalinek
- Puszczykowo
- Poznań
- Czerwonak
- Oborniki
- Obrzycko
- Wronki
- Sieraków
- Międzychód
- Skwierzyna
- Santok
- Gorzów Wielkopolski
- Świerkocin
- Kostrzyn nad Odrą
- ujście do Odry[1]